# 霹雳国民协会
霹雳国民协会（简称：NAP）是马来亚联合邦已不存在的政党。
霹雳国民协会是由首任霹雳州务大臣哈芝阿都华合创立、以霹雳州为基地的政党。阿都华合原为霹雳巫统主席，因不满党内提倡的马来人至上，于1953年10月4日退党建立霹雳国民协会。该党与翁惹化先后建立的马来亚独立党和马来亚国家党关系密切，在1955年马来亚大选中互为盟友。
然而，该党因强调非族群的路线而不获马来社会认同，其有限的支持力量，反多来自于怡保一带的华、印社群。结果在1955年大选中颗粒无收，阿都华合因此将注意力转移至州务大臣职务上。
1959年改名为霹雳国民民主党，但在阿都华合逝世后，该党自然消亡。